# Calcolatore (persona)
Un calcolatore è una persona che esegue calcoli matematici. Fino alla diffusione massiva del computer, il calcolatore è stato anche una figura professionale di fondamentale importanza, sia in ambito scientifico che in ambito tecnico.

## Storia

### Preistoria
Il calcolatore si diffonde parimenti alla matematica. Quindi già nella preistoria. Risalgono infatti a tale epoca i primi ritrovamenti archeologici che dimostrano come l'uomo avesse rudimentali conoscenze matematiche. In particolare, risalenti a tale epoca, sono stati trovati oggetti che dimostrano come l'uomo svolgesse calcoli matematici. Il più antico oggetto, di cui si ha notizia e si suppone essere stato utilizzato come strumento di calcolo, è l'Osso di Lebombo. Si tratta di un osso di babbuino con incise 29 tacche. Datato intorno al 35.000 a.C., si suppone un suo utilizzo in qualche tipo di conteggio. È molto probabile infatti che il primo tipo di operazione matematica svolta dall'uomo sia stato il conteggio. Successivamente sono state eseguite le operazioni aritmetiche più semplici: l'addizione e la sottrazione. Molto noto è anche l'Osso d'Ishango. Datato intorno al 20.000 a.C., la sua notorietà è dovuta alla presenza di incisioni che potrebbero indicare la conoscenza dei numeri primi già in epoca preistorica.

### XVIII secolo
Nel XVIII secolo le conoscenze astronomiche iniziano ad essere rilevanti. Tali per cui è possibile calcolare il moto dei corpi celesti con discreta approssimazione. Ad esempio, nel XVII secolo, Edmond Halley prevede che, la cometa portante il suo nome, sarebbe tornata visibile dalla Terra tra il 1758 e il 1759. Nel 1758 invece, prima che la cometa fosse avvistata, Alexis Clairault è in grado di calcolare la data del perielio della Cometa di Halley con un'approssimazione di più o meno un mese. Le conoscenze astronomiche sono così rilevanti che il calcolo del moto dei corpi celesti inizia però ad essere molto complesso. Alexis Clairault infatti impiega circa tre mesi per completare i calcoli sulla Cometa di Halley. Il calcolo del moto dei corpi celesti ha però una particolarità: può essere suddiviso in più parti eseguibili contemporaneamente da persone diverse. Nel calcolo astronomico, a partire dal XVIII secolo, diventa quindi prassi comune utilizzare gruppi di calcolatori. Nel 1791 l'ingegnere francese Gaspard de Prony utilizza un gruppo di 98 persone al fine di redigere delle tavole matematiche. Ispirato da La ricchezza delle nazioni, suddivide il gruppo nel modo seguente: otto persone pianificano e organizzano il lavoro, novanta persone eseguono materialmente i calcoli matematici.

### XX secolo

#### La seconda guerra mondiale

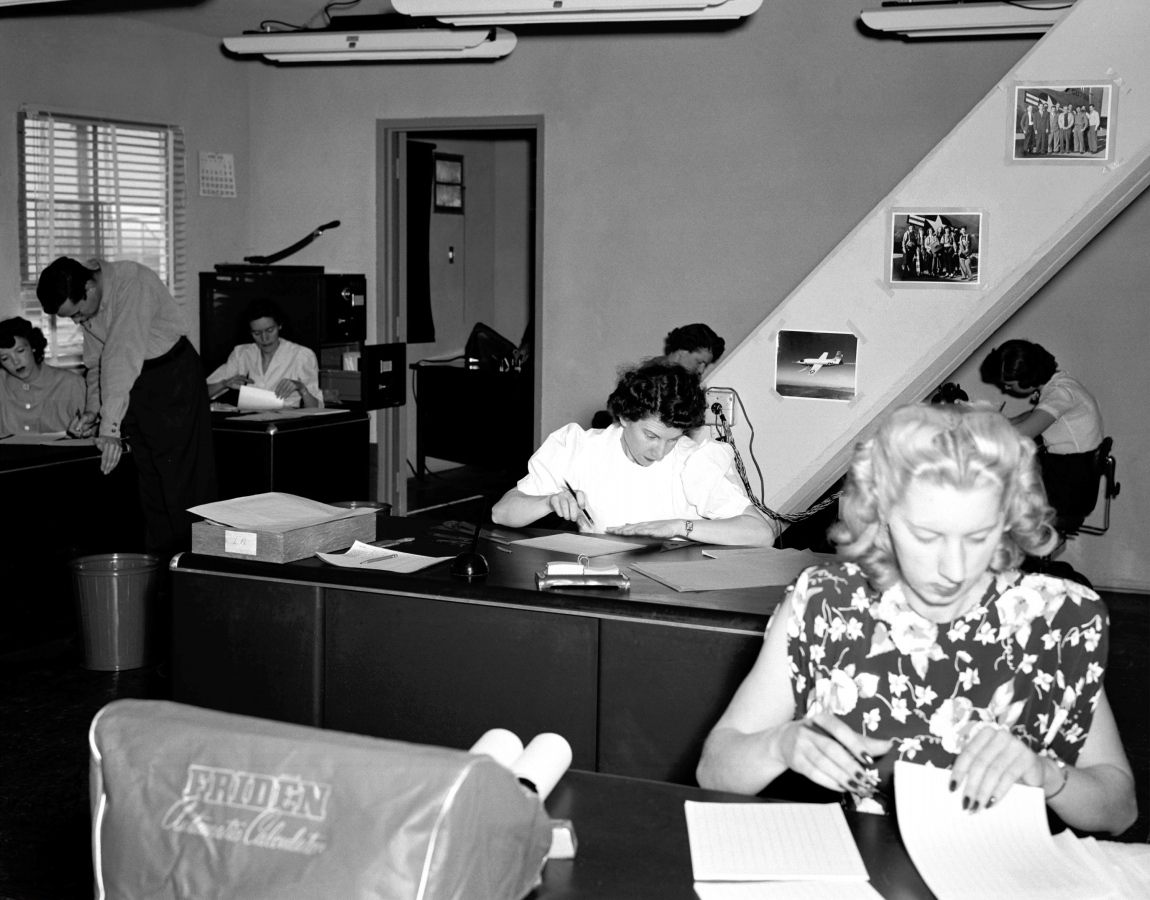
High Speed Flight Station del NACA: calcolatori al lavoro

Durante la seconda guerra mondiale, persone addette esclusivamente all'esecuzione di calcoli matematici, hanno avuto un ruolo fondamentale, in entrambi gli schieramenti, per quanto riguarda l'esito del conflitto. Gli Stati Uniti d'America, ad esempio, ne hanno fatto ampio uso nel Progetto Manhattan. Ma la ricerca scientifica non ha rappresentato l'unico ambito di utilizzo. Il loro utilizzo è stato molto importante anche nel calcolo balistico e nella crittografia. In tali ambiti infatti i calcoli matematici potevano essere così complessi da richiedere anche mesi di lavoro per essere risolti. All'epoca furono formati gruppi di lavoro composti anche da centinaia di persone.

#### L'avvento del computer elettronico
Per ragioni principalmente economiche, la diffusione massiva del computer è stata possibile solo con l'avvento del computer elettronico. Una significativa diffusione del computer elettronico è stata possibile solo con l'avvento del transistor che ha permesso di realizzare, negli anni '60 del secolo scorso, minicomputer sufficientemente potenti e relativamente economici. Questi minicomputer erano economicamente alla portata di una qualsiasi università e il loro avvento ha quindi segnato la fine, in ambito universitario, della figura professionale del calcolatore.

#### L'avvento della microelettronica
La diffusione massiva del computer elettronico è stata possibile solo con l'avvento della microelettronica che ha permesso di realizzare, negli anni '70 del secolo scorso, personal computer sufficientemente potenti e estremamente economici. Ad esempio questi personal computer erano economicamente alla portata di un qualsiasi studio tecnico e il loro avvento ha quindi segnato la fine della figura professionale del calcolatore in ambito tecnico.
Il MITS Altair 8800, prodotto dalla statunitense Micro Instrumentation & Telemetry Systems Inc. e presentato al pubblico nel 1975 con il numero di gennaio della rivista statunitense Popular Electronics, è il computer con cui ha inizio la diffusione massiva del computer e quindi la fine della figura professionale del calcolatore. Il MITS Altair 8800 non è il primo personal computer microelettronico della storia. Lo precedono altri personal computer microelettronici come ad esempio il francese Micral N o lo statunitense SCELBI-8H. Il MITS Altair 8800 è però il primo personal computer microelettronico della storia a conseguire alti volumi di vendita.
Il successo commerciale del MITS Altair 8800 non passa inosservato. Molte persone intravedono, in questa tipologia di computer, la possibilità di lauti guadagni economici. E non sbagliano. Nella seconda metà degli anno '70 del XX secolo inizia l'espansione esponenziale del mercato dei personal computer. Sono gli anni in cui inizia anche l'alfabetizzazione informatica di massa. Gli anni in cui nascono odierni colossi dell'informatica come Apple Inc. e Microsoft Corporation. In particolare la nascita di Microsoft Corporation è strettamente legata al MITS Altair 8800. Microsoft Corporation nasce infatti per offrire, agli utenti del MITS Altair 8800, un interprete BASIC: l'Altair BASIC.